# Спазм
Спазм (от др.-греч. σπασμός [спасмо́с] — «стяжение, судорога»; через фр. spasme м. из лат. spasmus от др.-греч. σπάω «дергаю, тяну; стягиваю судорогой») — непроизвольное тоническое судорожное сокращение скелетных или гладких мышц стенок полых органов с уменьшением их просвета, обычно сопровождаемое резкой и ноющей болью.
Cудорога — непроизвольное и болезненное сокращение мышц, в частности, скелетной мускулатуры.
Судорожный припадок, Судорожный пароксизм — общее название возникших судорожных состояний, проявляющихся непроизвольным сокращением мышц.
Различают спазмы поперечнополосатых (скелетных) мышц (например, при некоторых параличах) и гладких мышц — сосудистой стенки (например, при стенокардии), бронхов (см. Бронхиальная астма), пищевода (кардиоспазм), кишечника и др. Спазмы скелетных мышц затрудняют движения. Спазмы гладких мышц нарушают различные функции органов.

## Классификация
Судороги бывают тонические (напряжение мышц), клонические (подергивание или частое сокращение мышц).
Тонические и клонические явления при судорогах могут сочетаться, также возможна потеря сознания (абсанс).
- эпилептические
- неэпилептические

Эпилептические вызываются одновременным разрядом большой популяции нейронов (гиперсинхронный разряд) и служат проявлением различных видов судорожных эпилептических припадков.
Неэпилептические разнообразны по патогенезу. Они могут быть связаны с:
1. неспецифическим повышением возбудимости сегментарных (реперкуссивные судороги) и супрасегментарных (рефлекторные судороги) структур ЦНС;
2. дисфункцией нейронов вследствие аноксии (судороги при странгуляции) и аноксиишемии (судорожная форма обморока и др.);
3. активацией некоторых мозговых структур под действием яда/токсина (токсические судороги);
4. расстройством функции нейронов под влиянием эндокринных, электролитных и метаболических расстройств (например, тетанические судороги, судороги при дефиците витамина B6, при гипогликемии);
5. расстройством механизмов, принимающих участие в организации сна (судорога взора при постэнцефалическом паркинсонизме);
6. нарушением супрасегментарных влияний на сегментарный аппарат под действием психогенных факторов (истерические судороги) или органических поражений мозга (горметонические судороги), местных нейрогенных нарушений, например, локальные судороги мышц.
7. при недостатке натрия в крови из-за его потерь организмом при потовыделении (при работе в условиях нагревающего микроклимата)[5].

Также спазмы делят на:
- спазмы тонические — длительное напряжение мышц;
- спазмы клонические — синхронные толчкообразные сокращения мышц, чередующиеся с расслаблением.

Для обозначения тонических судорог определённых групп мышц применяются специальные термины:
- «тризм» — судорога жевательных мышц;
- «блефароспазм» — судорога круговых мышц глаза.

Клонические генерализованные судороги иногда называются конвульсиями.
Наряду со спазмами поперечнополосатых мышц известны и спазмы гладкой мускулатуры: кардиоспазм, пилороспазм.
Спазмы у детей особенно легко возникают в раннем возрасте (что связано с особенностями развития головного мозга) под влиянием инфекций, интоксикаций и травм, психогенных факторов и др.
При длительном приеме эстрогенов, включая оральные контрацептивы, провоцируется активность магниевого канала TRPM6 и усиливает потери магния. Это приводит к магнийдефицитным судорогам.

## Первая помощь
Первая помощь при судорогах ограничивается обеспечением безопасности пострадавшего — убедившись в том, что извне ему ничего не угрожает, достаточно обязательно уложить пострадавшего на землю или твёрдую поверхность, на пол и оберегать его голову от повреждений, обеспечив приток крови к мозгу, для чего можно подложить под голову мягкий предмет и придерживать её, или держать голову пациента на своих коленях. Также необходимо вызвать скорую медицинскую помощь по телефону 103 (с мобильного).
По завершении судорожного припадка, при соответствующих навыках рекомендуется проверить наличие дыхания у пострадавшего, и при его отсутствии провести сердечно-лёгочную реанимацию, достигнув цели возобновления газообмена в лёгких.
Если пострадавший дышит самостоятельно, во избежание асфиксии по завершении судорожного припадка необходимо его уложить в устойчивое положение и дождаться бригады скорой помощи.

### Мифы и опасные действия
Распространён миф о якобы необходимости разжать больному челюсть, например, ложкой, которую якобы нужно вставить страдающему припадком человеку между зубов. Попытка разжать спазмированную челюсть какими-либо предметами приведёт к ранению. Результатом будет, в лучшем случае, выбитые зубы у пострадавшего, а в худшем — его смерть от удушения попавшими в дыхательные пути кровью, осколками зубов и другими предметами.
Другой миф гласит, что нужно якобы зафиксировать руки и ноги пострадавшего, это заблуждение. При судорожном припадке достаточно мягко придержать голову, которая действительно может повредиться. Амплитуда судорожных движений конечностей достаточно мала и для пациента не опасна. Наоборот, удержание конечностей может привести к вывихам.
Третий распространенный миф — якобы нужно усадить и держать человека, испытывающего судорожный припадок. В действительности попытка удержать сидящего и, тем более, стоящего человека и утомительна, и опасна для того, кто оказывает ему помощь. Вместо того, чтобы держать человека в припадке вертикально, лучше уложить его на пол.

## Лечение
При лечении эпилепсии обычно применяют противосудорожные препараты, использование которых может продолжаться на протяжении всей жизни человека
Мышечные спазмы, конвульсивные подёргивания, икота, нервный тик — данные проявления вызваны дефицитом магния. Магний блокирует излишний приток кальция в клетки, благодаря чему препятствует излишнему напряжению скелетных мышц и гладкой мускулатуры, и способствует их естественному расслаблению.

## Предотвращение спазмов
Судороги икроножных мышц являются одной из наиболее частых причин несчастных случаев во время купания или плавания, рекомендуется для предотвращения судороги вытянуть ногу, а носок одновременно тянуть к себе. Также рекомендуется иметь с собой булавку, с помощью которой можно уколоть место спазма, тем самым высвободив мышцу от судороги. А также можно провести упражнения по растяжению икроножной мышцы: нужно поставить ноги так, чтобы колени соприкасались, а судорожную ногу поставить на пятку. Затем стараться достать руками область пальцев ноги.

## Этимология русского слова «судорога»
Слово «судорога» означает «близкое к дрожи (дёрганью), рядом с дрожью (дёрганьем)» и этимологически делится на две части следующим образом: приставка су-, родственная современным русским приставкам «с-» и «со-», а также корень «дорог-», родственный корням «дрож-» и «дёрг-». На современном русском языке данное слово могло бы звучать как *содрожь или *содёрганье (как например сотоварищ, соратник, сотрудник).
Для сравнения можно привести в пример такие слова, как суглинок (почва, близкая к глине, но не глина), сумрак (состояние, близкое к темноте (мраку), почти мрак), сутолока (состояние, близкое к толкотне, тесноте (толоке), но ещё не теснота), супесь (состояние, близкое к песку, но ещё не сам песок).
Слово «корча» Владимир Иванович Даль определяет как «более сильное, длительное сведенье мышц, с коробленьем членов, в отличие от судороги».
«Судорога» от «су- и дёргать. Ср. лит. sudìrgti „разозлиться“».